# Mongolicosa mongolensis
Mongolicosa mongolensis là một loài nhện trong họ Lycosidae.
Loài này thuộc chi Mongolicosa. Mongolicosa mongolensis được Yuri M. Marusik, Azarkina & Koponen miêu tả năm 2004.